# Rick Rescorla
Cyril Richard Rescorla (Hayle, Inglaterra; 27 de mayo de 1939 - Nueva York, 11 de septiembre de 2001) fue un oficial militar, oficial de policía y especialista en seguridad privada de origen británico que sirvió como paracaidista durante la Emergencia de Chipre y como oficial comisionado en la Guerra de Vietnam. Ascendió al rango de coronel en el Ejército de los Estados Unidos y finalmente se convirtió en jefe de seguridad de Morgan Stanley, que tenía su sede en el World Trade Center. Como director de seguridad de la firma financiera, Rescorla anticipó los ataques a las torres e implementó procedimientos de evacuación acreditados con salvar muchas vidas. Murió víctima de los atentados del 11 de septiembre. Rescorla se encontraba en la Torre Sur, la primera en derrumbarse, mientras conducía a los evacuados a la salida.

## Primeros años
Rick Rescorla nació en la pequeña ciudad de Hayle, en el extremo occidental de Inglaterra, en la región de Cornualles, el 27 de mayo de 1939. Creció allí con sus abuelos y su madre, que trabajaba como ama de llaves y en una residencia de ancianos. En 1943, su ciudad natal sirvió como cuartel general para el 175.º Regimiento de Infantería de la 29 División de Infantería de los Estados Unidos, compuesto en su mayoría por soldados de Maryland y Virginia que se preparaban para la invasión del Día D de Normandía. El joven Rescorla idolatró a los soldados estadounidenses y quiso convertirse en soldado gracias a ellos.

## Etapa en el ejército británico
Rescorla dejó Hayle en 1956, a los 17 años, para unirse al ejército británico. En ese momento, Gran Bretaña tenía un servicio militar obligatorio que exigía a que cada joven servir dos años en las Fuerzas Armadas. Esto podría evitarse firmando durante tres años, algo generalmente considerado como una buena opción, pues el trato era mejor. Rescorla tomó esa opción y se alistó en el Ejército británico en 1957, entrenándose como paracaidista con el Regimiento de paracaídas y luego sirviendo en una unidad de inteligencia en Chipre durante la insurgencia chipriota de 1957 a 1960 gestada por la EOKA.

## Policía en Rodesia del Norte
Al término de su etapa voluntaria, Rescorla se unió a la policía de la colonia británica de Rodesia del Norte (actual Zambia) como inspector de policía, cargo que tuvo durante tres años, entre 1960 y 1963, experiencia que lo convirtió en un férreo anticomunista. Fue durante su última etapa en la región africana en la que conoció y forjó una "amistad que cambia la vida" con el soldado estadounidense Daniel J. Hill, quien inspiró a Rescorla a unirse al Ejército de los Estados Unidos, en un momento en que el conflicto de Vietnam estaba en auge en la lucha contra los comunistas del norte. Al regresar al Reino Unido se unió rápidamente a la Policía Metropolitana de Londres.

## Etapa en el ejército estadounidense
Su permanencia en la policía fue efímera. Pronto renunció a su puesto y se mudó a los Estados Unidos, donde empezó a vivir en un albergue patrocinado por la YMCA en el barrio neoyorquino de Brooklyn hasta que pudo enrolarse en el ejército, lo que consiguió en 1963. Tras un entrenamiento básico en Fort Dix, asistió a la Escuela de Oficiales y recibió entrenamiento aéreo en Fort Benning. Tras graduarse, fue asignado como líder del pelotón en el 2.º Batallón del 7.º Regimiento de Caballería, perteneciente a la 1.ª División de Caballería.
Rescorla fue enviado a Vietnam, donde sirvió bajo el mando del teniente coronel Hal Moore. Ambos participaron en la batalla del valle de Ia Drang (1965). De aquella batalla, Moore escribiría años más tarde, en 1992, el libro We Were Soldiers Once... And Young, posteriormente adaptado al cine por Mel Gibson en 2002 como Cuando éramos soldados. Rescorla era el soldado que aparecía en la portada del libro, imagen que más tarde sirvió para la estatua homenaje hacia su persona. Hal Moore llegaría a decir de Rescorla que era "el mejor líder de pelotón que he visto", siendo bastante respetado por los hombres que tenía a su cargo.

## Carrera post-bélica y educación
Después de servir en Vietnam, Rescorla regresó a los Estados Unidos. Utilizó su experiencia militar para estudiar escritura creativa en la Universidad de Oklahoma, donde obtuvo una Licenciatura en Artes, seguido de una Maestría en Artes en inglés y un título de abogado de la Facultad de Derecho de la Universidad de Oklahoma City. Luego se mudó a Carolina del Sur, donde enseñó justicia penal en la Universidad de Carolina del Sur durante tres años y publicó un libro sobre el tema.

## Trabajo en el sector privado
Rescorla dejó la enseñanza por trabajos mejor remunerados en la seguridad corporativa, uniéndose a la compañía de Dean Witter Reynolds en sus oficinas que tenía en el World Trade Center, en la ciudad de Nueva York en 1985, residiendo entonces en Nueva Jersey. Después del atentado del Vuelo 103 de Pan Am, Rescorla se preocupó por un ataque terrorista en el World Trade Center. Debido a que su viejo amigo estadounidense de Rodesia, Daniel Hill, fue entrenado en contraterrorismo, en 1990, Rescorla le pidió que visitara el World Trade Center para evaluar su seguridad. Cuando Rescorla le preguntó a Hill cómo atacaría el edificio si él fuera un terrorista, Hill pidió ver el sótano, y después de que ambos caminaron hacia el estacionamiento del sótano sin ser detenido por ningún miembro de la seguridad, Hill señaló una carga de fácil acceso. Llegó a decirle a Rescorla la posibilidad de colocar en ese lugar un camión lleno de explosivos y marcharse del lugar. Ese año, Rescorla y Hill escribieron un informe a la Autoridad Portuaria de Nueva York y Nueva Jersey, propietaria del sitio, insistiendo en la necesidad de mayor seguridad en el estacionamiento. Sus recomendaciones, que habrían sido costosas de implementar, acabaron siendo ignoradas.
En 1993, las previsiones de Rescorla y Hill acabaron por hacerse realidad con el fatal atentado en los bajos del World Trade Center. Tras este acto terrorista, Rescorla invitó a Hill a Nueva York, contratándole como asesor de seguridad para analizar la seguridad del edificio. Aunque aún no se habían realizado arrestos en el caso, Rescorla sospechaba que la bomba había sido colocada por musulmanes, probablemente palestinos, o que un coronel de ingenieros iraquí podría haber orquestado el ataque. Hill dejó crecer su barba y visitó varias mezquitas en Nueva Jersey, apareciendo para las oraciones de la mañana al amanecer. Tomó el carácter de un musulmán antiamericano, que habla árabe con fluidez, para infiltrarse y entrevistar a los otros visitantes de las mezquitas. Concluyó que el ataque probablemente fue planeado por un imán radical en una mezquita en Nueva York o Nueva Jersey. Sheikh Omar Abdel Rahman, un clérigo radical musulmán radicado en Brooklyn, fue posteriormente condenado por el atentado.
Rescorla ganó credibilidad y autoridad después del bombardeo, lo que resultó en un cambio en la cultura de Morgan Stanley. Rescorla quería que la compañía saliera del edificio porque él seguía sintiendo, al igual que Hill, que el World Trade Center todavía era un objetivo para los terroristas. Rescorla predijo que el próximo ataque podría involucrar a un avión que se estrellara contra una de las torres. Recomendó a sus superiores en Morgan Stanley que la compañía dejara el espacio de oficinas de Manhattan, mencionando que los costos de mano de obra eran más bajos en Nueva Jersey y que los empleados y el equipo de la empresa serían más seguros en un edificio propuesto de cuatro pisos. Sin embargo, esta recomendación no se siguió ya que el contrato de arrendamiento de la compañía en el World Trade Center no finalizaba hasta 2006. Ante la insistencia de Rescorla, todos los empleados, incluidos los ejecutivos principales, practicaban evacuaciones de emergencia cada tres meses.
Después de que Dean Witter se fusionara con Morgan Stanley en 1997, la compañía eventualmente ocupó veintidós pisos en la Torre Sur y varios pisos en un edificio cercano. La oficina de Rescorla estaba en el piso cuarenta y cuatro de la Torre Sur. Sintiendo que las autoridades perdieron legitimidad después de no responder a sus advertencias de 1990, llegó a la conclusión de que los empleados de Morgan Stanley, que era el mayor inquilino en el World Trade Center, no podían confiar en los primeros respondedores en una emergencia, y necesitaban para fortalecerse a través de simulacros de incendio, en el que capacitó a los empleados para reunirse en el pasillo entre las escaleras y bajar las escaleras, de dos en dos, hasta el piso 44. El enfoque estricto de Rescorla a estos simulacros lo puso en conflicto con algunos ejecutivos de alto poder que se resintieron por la interrupción de sus actividades diarias, pero no obstante insistió en que estos ensayos eran necesarios para capacitar a los empleados en caso de una emergencia real. Programó a los empleados con un cronómetro cuando se movían muy lentamente y les daba lecciones básicas sobre emergencias de incendios.

### Atentado del 11 de septiembre de 2001

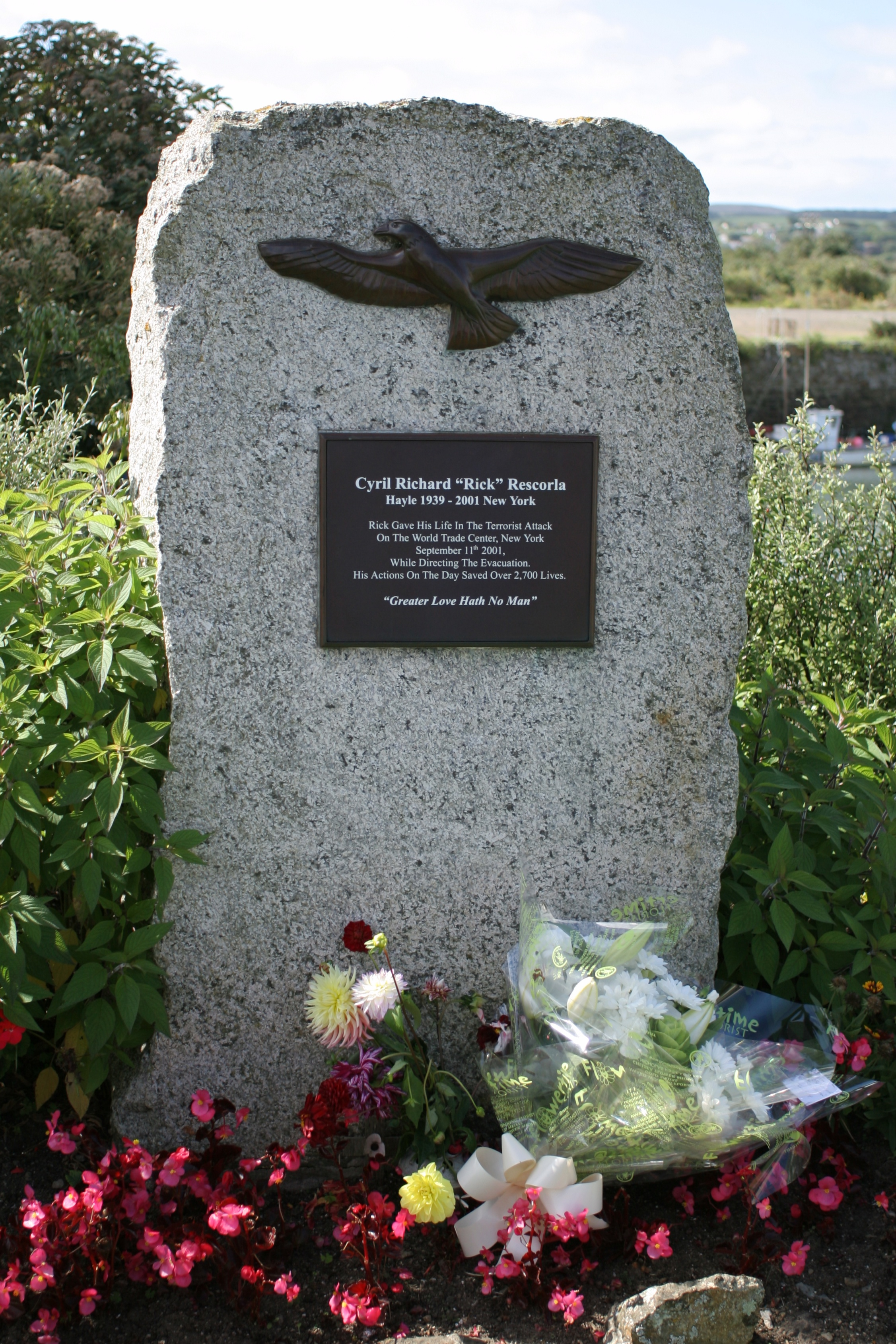
Memorial de Rick Rescorla en su ciudad natal.

A las 8:46 de la mañana del martes 11 de septiembre de 2001, el vuelo 11 de American Airlines, que había secuestrado el comando dirigido por Mohamed Atta, golpeó la Torre Norte del World Trade Center. Rescorla escuchó la explosión y vio cómo la torre ardía desde la ventana de su oficina en el piso 44 de la Torre Sur. Cuando llegó un anuncio de la Autoridad Portuaria sobre el sistema de megafonía que instaba a las personas a quedarse en sus escritorios, Rescorla ignoró el anuncio, tomó su megáfono, walkie-talkie y teléfono celular, y comenzó a ordenar sistemáticamente a los empleados de Morgan Stanley que evacuaran, incluidos los 1.000 empleados del cercano WTC 5. Mientras veía la cobertura de noticias, en una llamada telefónica a su mejor amigo, Dan Hill, Rescorla dijo: "Los tontos hijos de perra me dijeron que no evacuara" y "dijeron que es solo el [la Torre] Uno. Les dije que: mi gente fuera de aquí". Dirigió a las personas por un hueco de la escalera desde el piso 44, y continuó calmando a los empleados después de que el edificio se sacudiera violentamente tras ser impactado por el vuelo 175 de United Airlines a las 9:03. El ejecutivo de Morgan Stanley, Bill McMahon, declaró que incluso un grupo de 250 personas que visitaban las oficinas para asistir a una clase de capacitación de corredores de bolsa sabían qué hacer porque se les había mostrado la escalera más cercana.
Rescorla llamó a su esposa y la tranquilizó en caso de que le pasara algo. Después de evacuar con éxito a la mayoría de los 2.687 empleados de Morgan Stanley, regresó al edificio. Cuando uno de sus colegas le dijo que él también tenía que evacuar el World Trade Center, Rescorla respondió: "Tan pronto como me asegure de que todos estén fuera". Fue visto por última vez en el piso 10, dirigiéndose hacia arriba, poco antes de que la Torre Sur se derrumbara a las 9:59. Sus restos nunca fueron encontrados. Rescorla fue declarado muerto tres semanas después de los ataques. En el monumento conmemorativo del National September 11 Memorial & Museum, Rescorla se recuerda en el recinto sur, panel S-46.